# Gare de Maghnia
La gare de Maghnia est une gare ferroviaire algérienne située sur le territoire de la commune de Maghnia, dans la wilaya de Tlemcen.

## Situation ferroviaire
Établie à une altitude de 373,500 m, la gare est située au point kilométrique (PK) 132,517 de la ligne de Tabia à Akid Abbes, où elle est précédée de la gare de Tralimet et suivie de celle d'Akid Abbes.
| \| Tlemcen Ghazaouet Akid Abbes Maghnia Tralimet Tabia \| Localisation de la gare de Maghnia dans la wilaya de Tlemcen. |
| Tlemcen Ghazaouet Akid Abbes Maghnia Tralimet Tabia                                                                     |

## Histoire
Lors de la colonisation, la gare portait le nom de gare de Marnia.
La gare est mise en service en 1910 lors de l'ouverture de la section de Turenne (actuelle Sabra) à la Marnia de la ligne de Sainte-Barbe-du-Tlélat à Oujda,.

## Service des voyageurs

### Dessertes
La gare de Maghnia est desservie par les trains régionaux de la liaison Tlemcen - Maghnia.